# إدواردو مابيلي موزي
إدواردو أليساندرو مابيلي موزي (مواليد 19 نوفمبر 1983) مطور عقارات بريطاني ينحدر من عائلة نبيلة إيطالية. وهو المؤسس والرئيس التنفيذي لشركة باندا بروبرتي، وهي شركة تطوير عقاري وتصميم داخلي. انضم إلى العائلة المالكة البريطانية عام 2020بزواجه من الأميرة بياتريس، الابنة الكبرى للأمير أندرو دوق يورك، وابنة أخ الملك تشارلز الثالث. لديه ابنتان من بياتريس وابن من علاقة سابقة مع المهندس المعماري دارا هوانغ.

## خلفية

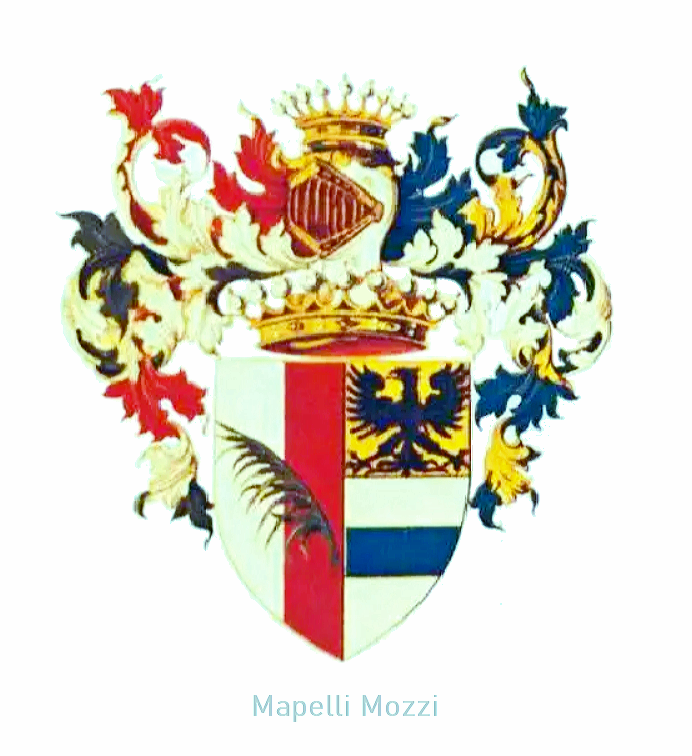
شعارات الكونتات مابيلي موزي، (1913)

وُلِد مابيلي موزي في مستشفى بورتلاند في ويست إند بلندن. وهو ابن أليساندرو "أليكس" مابيلي موزي، وهو رياضي أولمبي بريطاني وعضو في عائلة نبيلة إيطالية كانت تحمل لقبًا سابقًا ومقرها الأصلي هو فيلا مابيلي موزي في مقاطعة بيرغامو بإيطاليا.

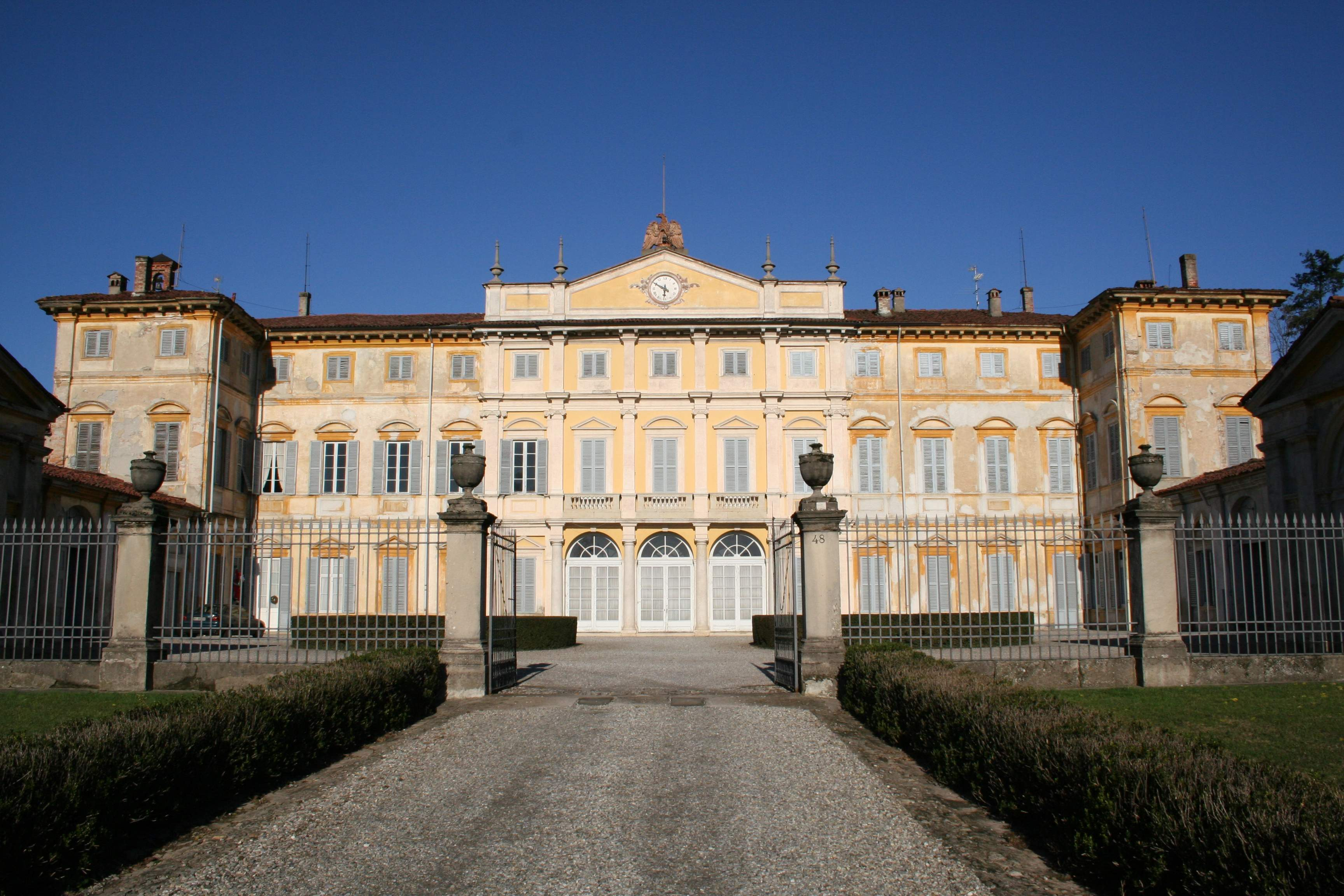
فيلا مابيلي موزي، منزل أجداد عائلة إدواردو في لومباردي، إيطاليا

تذكر هيئة الإذاعة البريطانية أن مابيلي موزي هو كونت ؛ وعلى الرغم من عدم الاعتراف رسميًا بألقاب النبلاء في الجمهورية الإيطالية، إلا أنه لا يزال من الممكن استخدامها من باب المجاملة. وقد مُنح لقب الكونت الوراثي في مملكة إيطاليا لعائلة مابيلي موزي في عام 1913 من قبل الملك فيكتور إيمانويل الثالث، وخاصة لجميع الأحفاد الشرعيين من الذكور الذين يحملون لقب عائلة موزي النبيلة، والتي دمجت سابقًا في عائلة مابيلي النبيلة.
والدة مابيلي موزي هي نيكولا "نيكي" ويليامز إليس، حفيدة رجل الأعمال والسياسي في الحزب الليبرالي السير روبرت أبراهام بوروز من جهة الأب. تزوجت نيكولا لاحقًا من رجل الأعمال والسياسي المحافظ كريستوفر شيل. في عام 2017، تزوجت للمرة الثالثة، هذه المرة من النحات ديفيد ويليامز إليس. لدى مابيلي موزي أخت أكبر، ناتاليا أليس يومانز (مواليد 1981)، وأخ غير شقيق أصغر، ألبمارل "ألبي" شيل (مواليد 1991).

## حياة مهنية
التحق مابيلي موزي بمدرسة دراغون في أكسفورد، ثم بكلية رادلي في أوكسفوردشاير، قبل أن يحصل على درجة الماجستير في السياسة من جامعة إدنبرة.
في سن 23، وبدعم من عائلته، بدأ شركة باندا، وهي شركة تطوير عقاري وتصميم داخلي، تدعي أنها تقوم بتطوير منازل في أجزاء "غير مُقيمة" في لندن. وقد تحدى خبراء العقارات على تويتر وفوربس هذا، حيث زعموا أنه "لا يوجد شيء غير مُقدر قيمته في نوتينغ هيل "، حيث يقع أحدث مشروع لشركة مابيلي موزي، ووصفوا المنطقة بأنها "وجهة سكنية ممتازة للغاية".
يشغل مابيلي موزي مناصب إدارية في عدد من الشركات، بعضها مع والدته، نيكي ويليامز إليس، وصهره، تود يومانز. وقبل انتخابات عمدة لندن عام 2016، كتب مابيلي موزي مقالًا في مجلة بروبرتي ويك، يحث فيه العمدة المستقبلي على الإصرار على مشاريع إعادة التطوير في وسط لندن. كما انتقد السياسيين أندريا ليدسوم وجيريمي كوربين.

### الكريكيت يبني الأمل

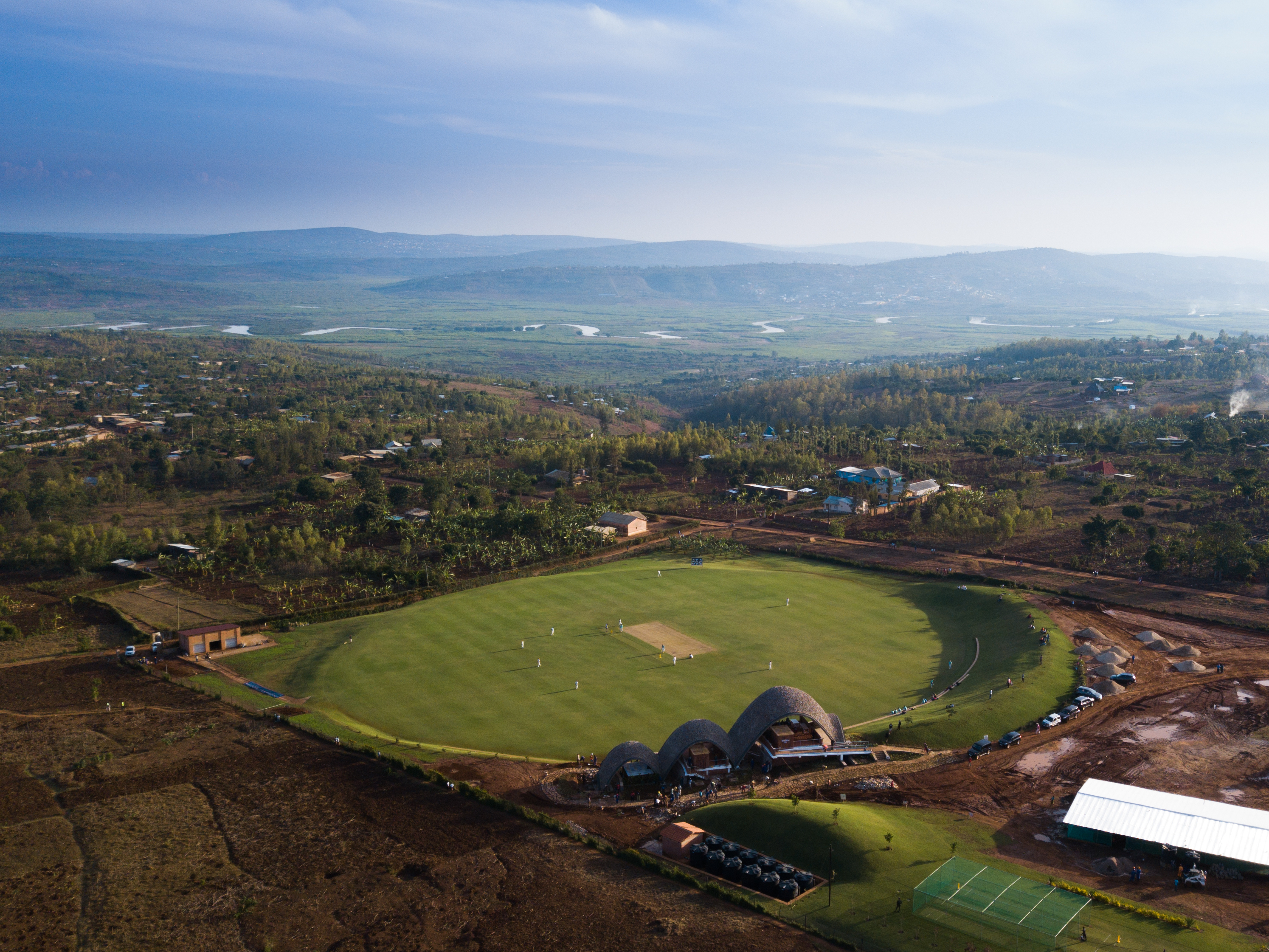
ملعب جاهانجا للكريكيت

مابيلي موزي هو أحد مؤسسي مؤسسة "الكريكيت يبني الأمل" الخيرية البريطانية الرواندية، والتي تهدف إلى استخدام لعبة الكريكيت "كأداة للتغيير الاجتماعي الإيجابي" في رواندا، شرق إفريقيا. كانت تُعرف سابقًا باسم مؤسسة ملعب الكريكيت الرواندي (RCSF)، وقد تأسست المؤسسة الخيرية في عام 2011 لبناء أول ملعب عشبي للكريكيت في رواندا، والمعروف الآن باسم ملعب جاهانجا الدولي للكريكيت. توصل زوج أم مابيلي موزي، كريستوفر شيل (1954-2001)، رجل الأعمال البريطاني والسياسي المحافظ، إلى فكرة المؤسسة الخيرية ولكنه توفي قبل أن يتمكن من إقامتها. أنشأت عائلة شيل وأصدقاؤه المؤسسة بعد وفاته؛ الأخ غير الشقيق لـ مابيلي موزي من جهة الأم، ألبمارل "ألبي" شيل (مواليد 1991)، عضو في مجلس الأمناء. يوجد ستة رعاة للجمعية الخيرية. وهم: جوناثان أغنو، وبريان لارا، وهينثر نايت، وإيبوني راينفورد برينت، وسام بيلينجز، وماخايا نتيني. في عام 2012، قطعت مابيلي موزي 100 كيلومتر (62 ميل) في عام 2012. ليلة واحدة في لندن في تحدي راج العتمة لجمع الأموال لمؤسسة الكريكيت يبني الأمل.

## الحياة الشخصية
كان مابيلي موزي مخطوبة للمهندس المعماري الأمريكي دارا هوانج حتى عام 2018. ولديهما ابن، كريستوفر وولف "وولفي"، ولد في عام 2016.
في عام 2018، بدأ مابيلي موزي علاقة مع الأميرة بياتريس من يورك، التي عرفها منذ الطفولة. تربط عائلته صداقة وثيقة بوالديها، الأمير أندرو، دوق يورك، سارة فيرغسون دوقة يورك، لعقود.
في مارس 2019، حضر بياتريس حدثًا لجمع التبرعات في معرض اللوحات القومي (لندن)، برفقة مابيلي موزي. وبعد عرضه الزواج في إيطاليا، أُعلن عن خطوبة الزوجين في 26 سبتمبر 2019. وأُفيد أن مابيلي موزي صمم خاتم الخطوبة مع صائغ المجوهرات البريطاني شون لين.
كان الزوجان يعتزمان الزواج في الكنيسة الملكية بقصر سانت جيمس في 29 مايو 2020 لكنهما أجّلا الحفل في ضوء جائحة كوفيد-19. أقيم حفل زفاف خاص في الكنيسة الملكية لجميع القديسين في وندسور جريت بارك في 17 يوليو 2020.
أنجب بياتريس ابنتهما الأولى، سيينا إليزابيث مابيلي موزي، في 18 سبتمبر 2021 في مستشفى تشيلسي ووستمنستر. تحتل سيينا حاليًا المرتبة العاشرة في خط خلافة العرش البريطاني. وُلدت ابنتهما الثانية، أثينا إليزابيث روز مابيلي موزي، في 22 يناير 2025 في مستشفى تشيلسي ووستمنستر، قبل موعدها بعدة أسابيع. تحتل أثينا حاليًا المرتبة الحادية عشرة في خط الخلافة.
عاش الزوجان في البداية في شقة مكونة من أربع غرف نوم في قصر سانت جيمس، ولكن ورد أنهما انتقلا إلى قصر في كوتسوولدز في أواخر عام 2022. في مقابلة أجريت في أغسطس 2021، كشفت بياتريس أن مابيلي موزي، مثلها، يعاني من عسر القراءة.
مابيلي موزي نشط على وسائل التواصل الاجتماعي، بما في ذلك تويتر، حيث تحدث ضد تلوث لدائني في المحيطات وصيد الحيتان في اليابان، وشارك رسائل حول السيطرة على الأسلحة في الولايات المتحدة. لقد انتقد السياسيين البريطانيين أندريا ليدسوم وجيريمي كوربين في الماضي، واستخدم هاشتاج " حملة هيلاري كلينتون الرئاسية 2016 " على تويتر في ليلة الانتخابات الرئاسية الأمريكية لعام 2016 لإظهار دعمه للمرشحة الحزب الديمقراطي (الولايات المتحدة) هيلاري كلينتون.

## الأوسمة
| تاريخ         | ميدالية                                            | شريط |
| ------------- | -------------------------------------------------- | ---- |
| 6 فبراير 2022 | ميدالية اليوبيل البلاتينية للملكة إليزابيث الثانية |      |
| 6 مايو 2023   | ميدالية تتويج الملك تشارلز الثالث                  |      |